# 12051 Pícha
12051 Pícha là một tiểu hành tinh vành đai chính với chu kỳ quỹ đạo là 1278.6823548 ngày (3.50 năm).
Nó được phát hiện ngày 2 tháng 5 năm 1997.